# Jean Leurechon
Jean Levrechon (de préférence à Leurechon), né en 1591 à Bar le Duc, mort le 17 janvier 1670 à Pont-à-Mousson, est un jésuite, professeur de philosophie, de physique et de mathématiques. Son nom reste attaché à une célèbre Récréation mathématique (1624), publiée à l'époque où il enseignait à Pont-à-Mousson.

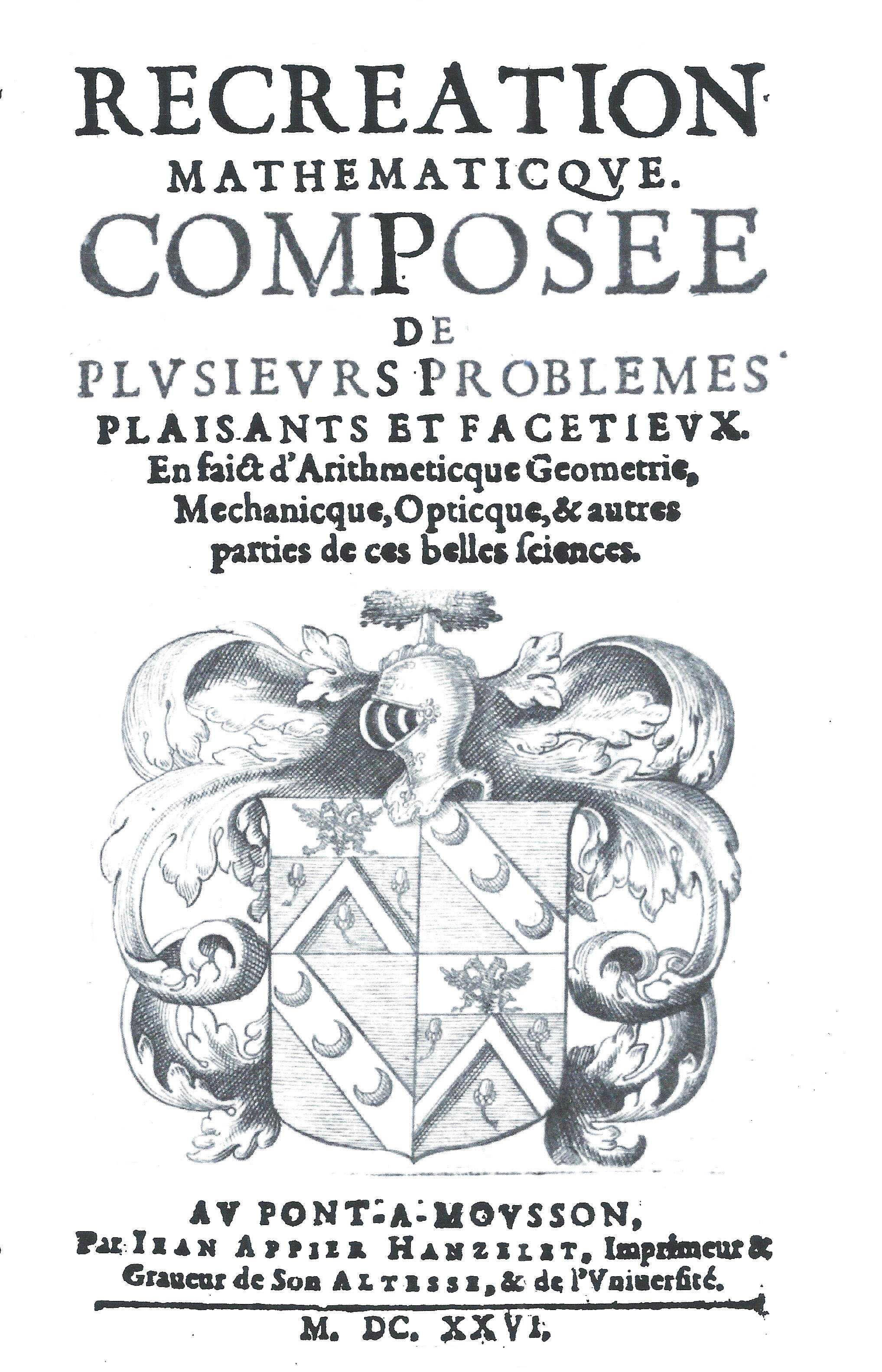
Deuxième édition lorraine

## Sa carrière
À 18 ans, il entre comme novice au collège des jésuites de Tournai, en Belgique. Malgré la réticence de ses parents, qui accusent les jésuites de l'avoir enlevé, malgré un jugement du parlement de Paris qui ordonne sa  "libération", il étudie à Nancy, puis à Pont-à-Mousson, où il enseigne surtout la physique et les mathématiques, entre 1614 et 1627. Il entre dans les ordres en 1624.
De 1627 à 1629, il est à Reims et à Paris. De retour à Pont-à-Mousson en 1629, il devient recteur du collège de Bar-le-Duc, sa ville natale, jusqu'en 1634. Après un an à Metz et deux ans à Pont-à-Mousson, comme professeur de théologie, il passe dix ans à Mons, en Belgique et huit ans à Bruxelles dans un collège de jésuites. Enfin, en 1658, il retourne finir ses jours au collège de Pont-à-Mousson.

## Ses écrits
La Bibliotheca scriptorum Societatis Jesu d’Alegambe attribue à Levrechon cinq ouvrages scientifiques publiés à Pont-à-Mousson entre 1616 et 1624, en précisant qu’ils ont été donnés en français (Gallice) et sans le nom de leur auteur (tacito suo nomine) :
- Hilaria mathematica ex variis […] problematis contexta, Mussiponti, apud Hanselet, MDCXXIV, in-8°.

Il s'agit de : Récréation mathématique, Pont-à-Mousson, Jean Appier Hanzelet, 1624 ; Jean Appier Hanzelet, 1626 ; Gaspard Bernard, 1629. Ces trois éditions lorraines comportent une épître dédicatoire d’Hendrick Van Etten, jeune noble bruxellois, à son oncle maternel Lambert Verreycken, capitaine de cuirassiers. Il le prie d’accepter son « cahier » dont le contenu pourra paraître vain, dit-il, à ceux qui sont « d’humeur pesante », mais qui le sera moins si l’on tient compte de son « âge » et de son « intention ». Les deux premières éditions portent d’ailleurs au titre les armes du dédicataire. Van Etten dit avoir été stimulé par son régent de mathématiques, qui parlait de choses récréatives pour amorcer ses élèves à l’étude de « démonstrations plus difficiles et sérieuses ». Comme il étudiait à Pont-à-Mousson depuis 1622 au moins, ce régent pouvait être Jean Levrechon ou Nicolas Forest. Une telle compilation de petits problèmes savants, dans la lignée des Problèmes plaisants de Claude Gaspard Bachet (1612, rééd. 1624), n’était pas neuve, mais l’auteur sut innover en sélectionnant des problèmes relevant de toutes les branches des mathématiques, en ajoutant un index et des planches, et surtout en exposant sa matière avec concision. On sait que l’ouvrage eut un succès européen. Dans les éditions augmentées, le titre a été mis au pluriel. L’épître de Van Etten a été écartée dans les éditions tardives.
- Selectae propositiones ex tota sparsim Mathematica, propositae in solemni festo SS. Ignatii et Francisci Xaverii, Mussiponti, anno MDCXXII, apud Sebast. Cramoisy, in-4°.

Pas d’édition en français. Un premier tirage mentionne comme compilateur de ce recueil Claude de Laulne, mathematicarum auditor, mais ce nom n’apparaît plus dans les tirages suivants et dans la réédition de 1629. Lors des fêtes de canonisation d’Ignace de Loyola et de François-Xavier, c’est ce Claude de Laulne, désigné comme « prince électif de l’académie des philosophes », qui a financé le char conduit par les « métaphysiciens aspirant au degré de maîtrise » (Honneurs et applaudissements rendus par le collège de la Compagnie de Jésus, université et bourgeoisie du Pont-à-Mousson […], Pont-à-Mousson, Sébastien Cramoisy, 1623, p. 22). Élève du savant Pierre Le Cazre, le futur interlocuteur de Gassendi, Claude de Laulne a obtenu le baccalauréat de philosophie le 30 mai 1622 et la maîtrise ès arts l’année suivante.
- Ratio facillima describendi quamplurima, et omnis generis horlogia brevissimo tempore, ex opticae principiis demonstrata, Mussiponti, typis Melchioris Bernardi, MDCXVIII.

Il s'agit de : Manière très aisée à toute personne pour faire en peu de temps plusieurs horloges, tirée démonstrativement d’une proportion de perspective, Pont-à-Mousson, Melchior Bernard, 1617, in-8°, [2], 20 f. Dédicace de l’auteur, Charles de Stainville de Couvonge, à son père, qui est présenté comme conseiller d’État, premier gentilhomme de la chambre du duc, enseigne de sa compagnie, bailli et gouverneur de Bar. L’auteur lui dit que la mathématique est une « science qui a toujours été bien reçue des braves capitaines » et, concernant son sujet, il ajoute : « J’ai démontré publiquement ce secret [ = question peu débattue] en l’Académie, puis je l’ai fait imprimer pour le vous offrir. » Le livret contient des petites gravures sur cuivre d’un quart de page, collées à des endroits laissés en blanc par l’imprimeur.
- Praxis quorundam horologiorum et cylindri, Mussiponti, apud Carolum Mercatorem, MDCXVI, in-8°.

Il s'agit de : L’usage de quelques horloges universels [sic] et du cylindre, Pont-à-Mousson, Charles Marchant, 1616, in-8°, [1], 15 f. On trouve dix-sept propositions sur les horloges et sept sur le cylindre. Sonnet dédicatoire de l’auteur, César-François de Haraucourt-Chambley, à Charles de Vaudémont, futur duc Charles IV, alors âgé de douze ans. L’auteur, qui deviendra jésuite, soutiendra des Conclusiones pendant sa troisième année de théologie, le 13 novembre 1624, et obtiendra sa licence en juin 1625.
- De cometa anni MDCXVIII, Mussiponti, typis iisdem, MDCXVIII, in-8°. Vertit Gallice.

Il s'agit de : Discours de la comète qui a paru aux mois de Novembre et Décembre de l’année passée 1618. Par le P. J. L., Pont-à-Mousson, Melchior Bernard, 1619. Autres éditions la même année : Épinal, Pierre Hovion ; Paris, Abraham Saugrain ; [sl] Jouxte la copie imprimée à Paris et au Pont-à-Mousson ; Reims, Nicolas Constant ; Rouen, Jacques Besongne. – Brevis tractatus de cometa viso mensibus Novembri et Decembri, anno clapso 1618. Primo per R. P. Joannem Levrechon e Societate Jesu Gallico idiomate compositus…, Augusta Trevirorum [Trèves], Joannes Schleuter, 1619 [trad. latine]. Dédicace de Levrechon au duc de Lorraine, 1er janvier 1619. Opuscule d’une trentaine de pages, avec carte dépliante du ciel. Le succès s’explique par la clarté de l’exposé et la largesse du point de vue.
En définitive, seul ce dernier titre peut être attribué effectivement à Jean Levrechon, les quatre autres ayant chacun un auteur bien identifié. Il est possible toutefois que Levrechon, présent à Pont-à-Mousson au moment de leur rédaction, ait encouragé leurs jeunes auteurs et leur ait facilité l’accès aux presses locales

## Sources
1. ↑   Antverpiae, apud Joannem Meursium, 1643, p. 253. La Bibliothèque de la Compagnie de Jésus de Sommervogel (Bruxelles/Paris, tome IV, 1893, col. 1755-1761) maintient ces attributions
2. ↑   Sur l'immense postérité de ce recueil, se reporter à l'étude d'Albrecht Heeffer, mentionnée en bibliographie.
3. ↑  Sur les auteurs cités et le contexte, consulter le Diarium Universitatis Mussipontanae (1572-1764), éd. Gaston Gavet, Paris/Nancy, Berger-Levrault, 1911.